# Агни Партене
Агни Партене (на гръцки : на старогръцки: Ἁγνὴ Παρθένε), преведено „О, чиста Дево“ или „О, Дево чиста“, е гръцки мариански химн, съставен от св. Нектарий Егински в края на 19 век, публикуван за пръв път в неговия Теотокарион (старогръцки: Θεοτοκάριον, ἤτοι προσευχητάριον μικρόν) през 1905 г.
В православните църкви се счита за паралитургичен и следователно се използва само извън литургичните служби. Въпреки това, често се изпълнява от някои хорове, като рецесия след приключването на Божествената литургия по време на почитането на кръста и получаването на антидорон.

## Поема на св. Нектарий
Свети Нектарий е бил епископ на гръцката православна църква от края на 19-и век до началото на 20-и. През целия период на своето епископство той прекарва много време в молитва и съзерцание и се посвещава на монашеския живот. Неговият духовен начин на живот и неговото специално посвещение на Дева Мария го вдъхновяват да напише голямо разнообразие от религиозни стихотворения, голяма част от които са публикувани приживе и след неговото почиване през 1920 г.
Едно от многото стихотворения, които е написал, е „Агни Партен“ или „О, Дево чиста“. Според предание, разпространявано на остров Егина, св. Нектарий е написал текста за това стихотворение, след като е имал видение на Богородица насън, където го е помолила да го запише. Оригиналният ръкопис все още може да се види на неговата молитвена маса в спалнята му в манастира.
По-късно е публикуван като поетичен химн за нелитургична употреба и лично наставление в неговата публикация, наречена „Малък Теотокарион“ от 1905 г., която включва други подобни стихотворения.

## Съвременна практика
Химнът, макар и да не се използва много често в манастира Симонопетра, въпреки това бързо разпространява в източноправославния свят и е преведен на много езици. Най-често се изпълнява като концерт в Гърция и като рецесивен химн след литургични служби в енориите в Съединените щати.
Широката му популярност се дължи на това, че Свети Нектарий се превръща в популярен съвременен светец.
Спорна практика е използването на химна като химн за причастие и като химн за започване на Вечерни служби. Въпреки това отец Григорий и братята му от манастира Симонопетра изясниха, че макар да е станала популярна, тя никога не е била предназначена да се използва литургично, а по-скоро да се пее само като нелитургична религиозна песен за лично наставление.
Известно е, че църковнославянския превод е изготвен от монаси от Валаамския манастир.
Наскоро бе изпълнено руско виртуално изпълнение на този химн.
Текстът е в разпределене в 24 строфи или извиквания, всяка от които е последвана от припева на старогръцки: Χαῖρε νύμφη ἀνύμφευτε „Здравей, неомъжена булка“. Строфите са организирани в 4 куплта, всеки от които се състои от три мелодии, повторени два пъти. Първите три куплета описват атрибутите на Богородица, докато четвъртия се състои от молитва за застъпнич.

## Външни връзки
- Αγνή Παρθένε, гръцки текст
- Превод на английски (с метрични бележки)